# Годині
Годи́ні — село в Україні, Яворівському районі Львівської області. Перша письмова згадка про Годині у 1565 р. Поселення належало до королівських володінь вишнянського староства. До 1616 р. перебувало у володінні Яна Щенсного Гербурта, потім — Юліана Пшерембського, згодом належало Янові Коритку з Підгірець.

## Населення
Згідно з переписом УРСР 1989 року чисельність наявного населення села становила 967 осіб, з яких 471 чоловік та 496 жінок.
За переписом населення України 2001 року в селі мешкало 1016 осіб.

### Мова
Розподіл населення за рідною мовою за даними перепису 2001 року:
| Мова       | Відсоток |
| ---------- | -------- |
| українська | 99,32 %  |
| польська   | 0,49 %   |
| російська  | 0,20 %   |

## Персоналії
- Процак Іван — унтершарфюрер (десятник) 14-ї гренадерської дивізії військ СС «Галичина».

## Духовне життя
У селі є церква Воздвиження Чесного Животворного Хреста Господнього та церква Положення Ризи Пресвятої Богородиці, належить парафії УПЦ (ПЦУ), а також церква Успіння Пресвятої Богородиці, що належить УГКЦ.